# Karides güveç

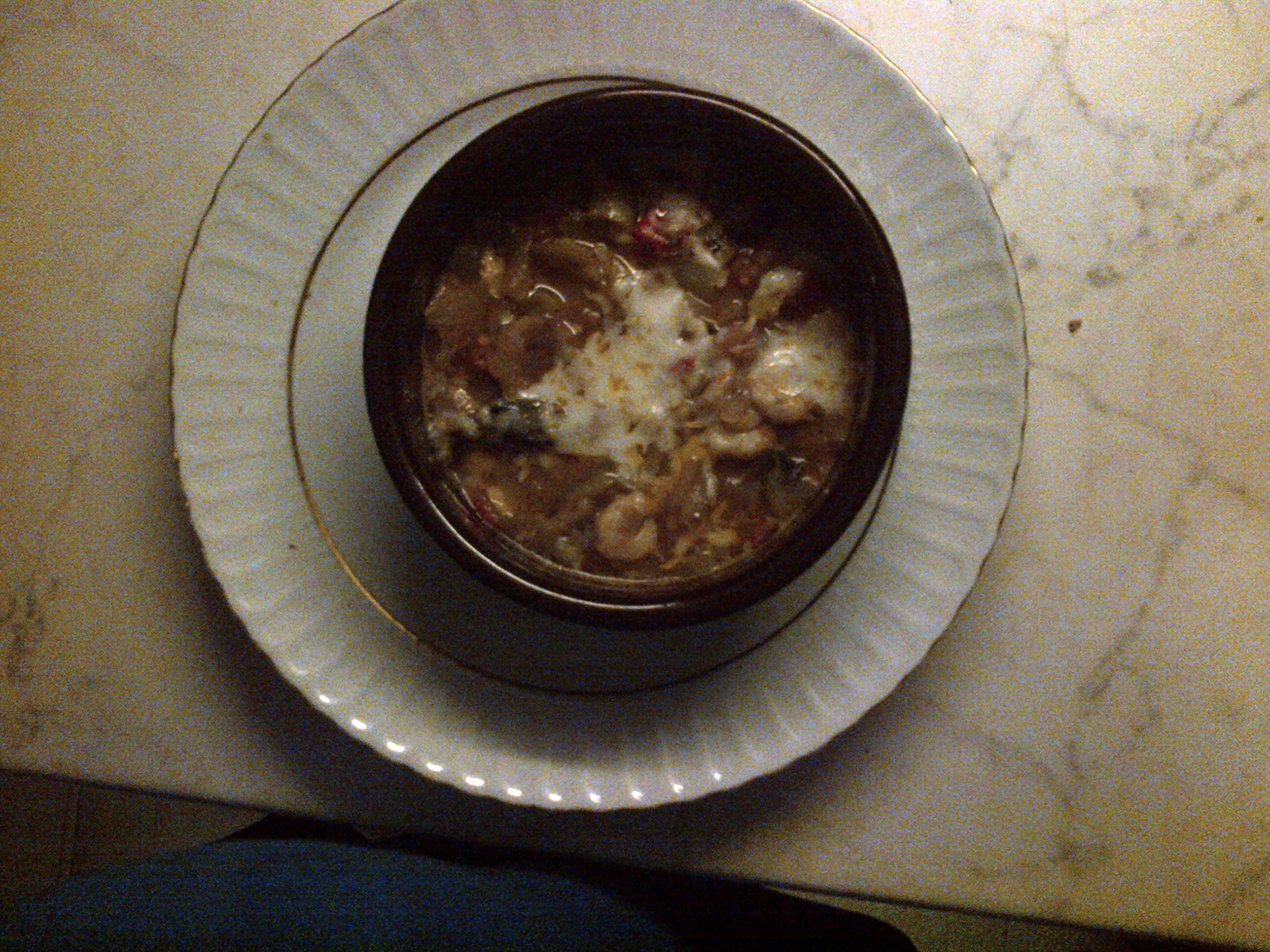
Karides güveç, un plat de la cuina turca.

Karides güveç (en idioma turc significa estofat de gambes) són gambes fetes al forn en una cassola de fang (denomenat "güveç") a l'estil turc.
El plat és semblant a les gambes amb allada, però d'extra té ceba picada, tomàquets, xampinyons i bastant formatge ratllat per fondre. Els altres ingredients són: salça (un puré de tomàquet sense pell ni llavors especial de Turquia), mantega, pebre vermell i pebrot verd, all i algun tipus de bitxo picant picat o molt.
En la gastronomia turca el karides güveç es considera com un meze (aperitiu), entrant, i un plat de meyhane (taverna turca) on es menja en companyia de vi, rakı o cervesa.

## Elaboració
Ingredients de karides güveç amb xampinyons: 
- 500 g de xampinyons.
- 300 g de gambes.
- 3 cebes.
- 3 grans d'all.
- 3 tomàquets.
- 2 pebrots verds.
- 4 cullerades d'oli vegetal.
- Mitja tassa de kaşar peyniri (formatge turc) ratllat.
- 50 g de mantega.
- sal.
- pebre vermell.

Elaboració:
Pelar i picar els tomàquets en cubs. Netejar i tallar el pebrot. Pelar i picar la ceba i els alls. Remullar els bolets amb llimona per netejar el desenllustrament. En la cassola, fer un sofregit amb la ceba, l'all, els tomàquets, els pebrots durant cinc minuts. Afegir els xampinyons i el pebre vermell, i seguir cuinant durant dos o tres minuts més i després retirar-lo del foc. Ficar el sofregit en petites cassoles de fang, afegir les gambes i empolvorar amb formatge. Picar i afegir la mantega sobre el formatge i cuinar-lo dintre d'un forn durant deu minuts, fins que es fongui el formatge. Servir calent.